# فیر (آلبانی)
فیر شهری در جنوب غربی کشور آلبانی و مرکز استانی به همین نام

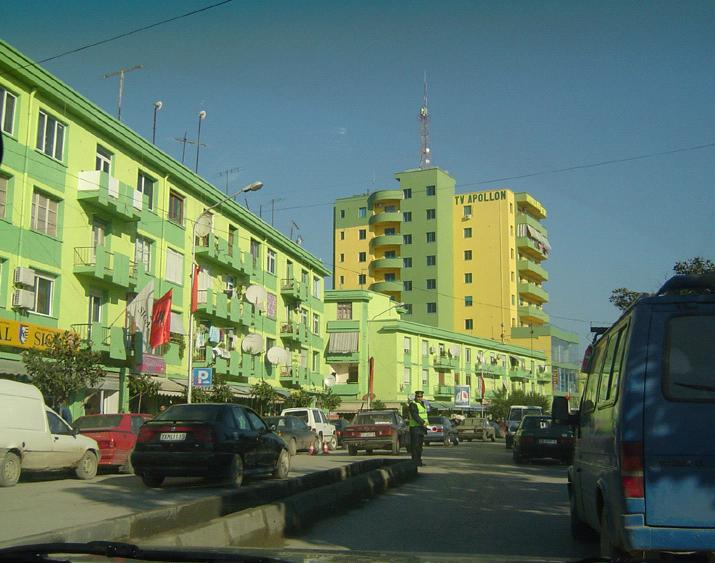